# Erste Regierung Rockingham

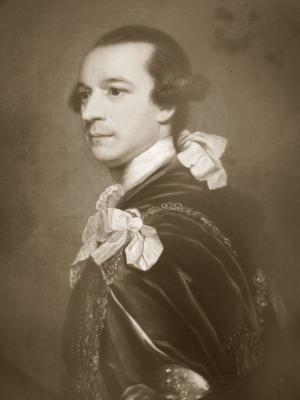
Charles Watson-Wentworth, 2. Marquess of Rockingham

Die Erste Regierung Rockingham war von 1765 bis 1766 die Regierung des Königreichs Großbritannien. Sie wurde am 13. Juli 1765 von Charles Watson-Wentworth, 2. Marquess of Rockingham gebildet und löste die Regierung Grenville ab. Sie blieb zum 30. Juli 1766 im Amt, woraufhin die Regierung Chatham gebildet wurde.
Bei den Unterhauswahlen vom 25. März bis zum 5. Mai 1761 gewannen die liberalen Whigs unter Thomas Pelham-Holles, 1. Duke of Newcastle-upon-Tyne 466 der 558 Sitze im House of Commons, während die konservativen Tories unter Sir Edmund Isham 112 Abgeordnete stellten.

## Kabinettsmitglieder
Dem Kabinett gehörten folgende Mitglieder an:
| Amt                            | Amtsinhaber                                               | Beginn der Amtszeit        | Ende der Amtszeit          |
| ------------------------------ | --------------------------------------------------------- | -------------------------- | -------------------------- |
| Erster Lord des Schatzamtes    | Charles Watson-Wentworth, 2. Marquess of Rockingham       | 13. Juli 1765              | 30. Juli 1766              |
| Lordkanzler                    | Robert Henley, 1. Baron Henley                            | 13. Juli 1765              | 30. Juli 1766              |
| Lordpräsident des Rates        | Daniel Finch, 8. Earl of Winchilsea                       | 13. Juli 1765              | 30. Juli 1766              |
| Lordsiegelbewahrer             | Thomas Pelham-Holles, 1. Duke of Newcastle-upon-Tyne      | 13. Juli 1765              | 30. Juli 1766              |
| Erster Lord der Admiralität    | John Perceval, 2. Earl of Egmont                          | 13. Juli 1765              | 30. Juli 1766              |
| Schatzkanzler                  | William Dowdeswell                                        | 13. Juli 1765              | 30. Juli 1766              |
| Staatssekretär für den Norden  | Augustus FitzRoy, 3. Duke of Grafton Henry Seymour Conway | 13. Juli 1765 23. Mai 1765 | 14. Mai 1765 30. Juli 1766 |
| Staatssekretär für den Süden   | Henry Seymour Conway Charles Lennox, 3. Duke of Richmond  | 13. Juli 1765 23. Mai 1765 | 14. Mai 1765 30. Juli 1766 |
| Generalfeldzeugmeister         | John Manners, Marquess of Granby                          | 13. Juli 1765              | 30. Juli 1766              |
| Minister ohne Geschäftsbereich | William Cavendish-Bentinck, 3. Duke of Portland           | 13. Juli 1765              | 31. Oktober 1765           |